# Cardiospermum
Genre
Classification APG III (2009)

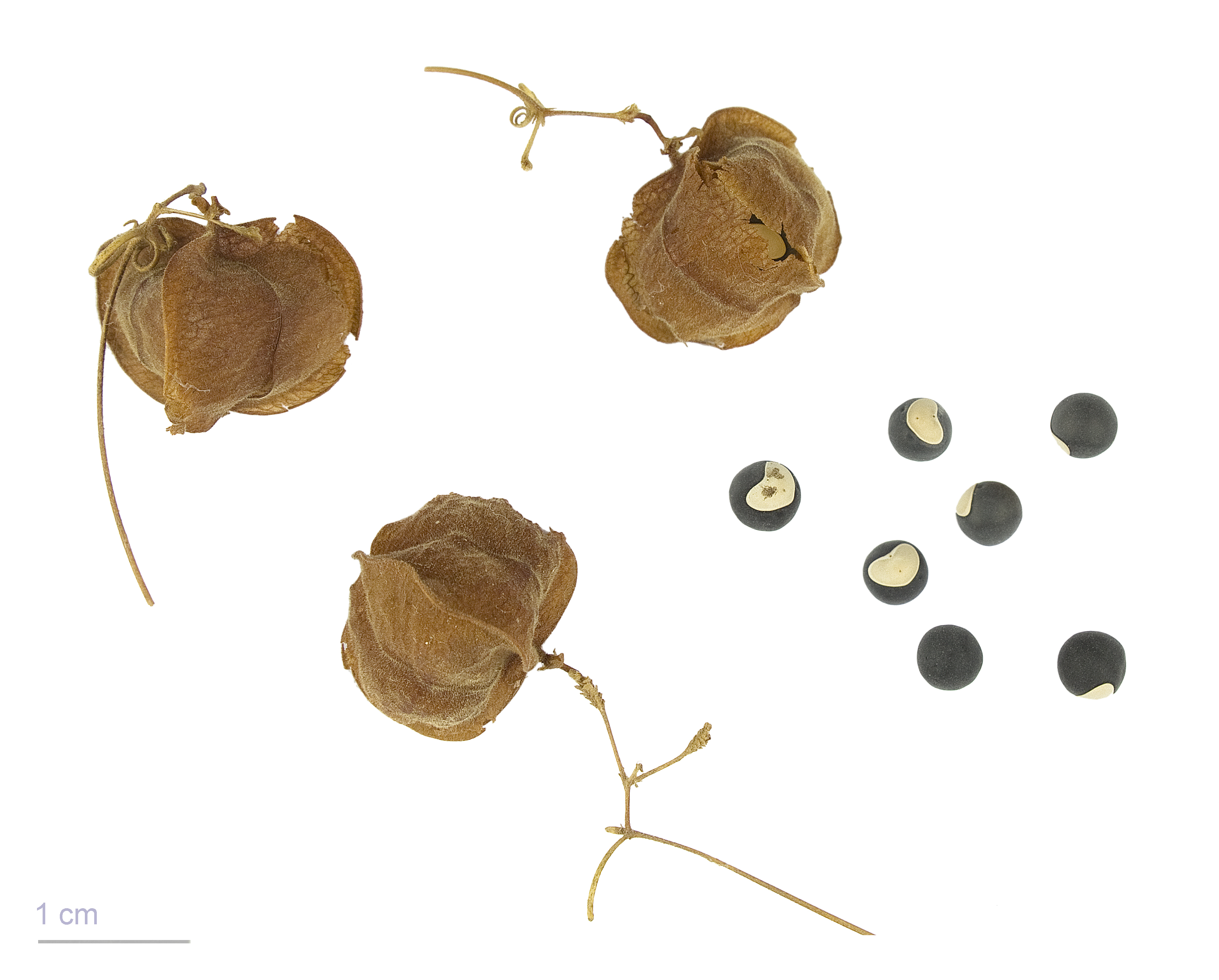
Cardiospermum halicacabum - Muséum de Toulouse

Cardiospermum est un genre d'environ 14 espèces de lianes et arbustes de la famille des Sapindaceae, originaires des zones tropicales américaines, indiennes et africaines. Le nom du genre est dérivé des mots grecs καρδία (cœur) et σπέρμα (graine). Parmi les espèces du genre, on trouve le pois de cœur (Cardiospermum halicacabum). Ces plantes sont classées envahissantes dans certaines parties du sud des États-Unis et de l'Afrique du Sud.

## Utilisations
Les plantes du genre sont cultivées dans les régions chaudes pour leurs qualités ornementales.

Les graines de Cardiospermum sont utilisés en extrait dans des crèmes contre l'eczéma et d'autres affections cutanées.

## Liste des espèces(à compléter)
Selon [réf. nécessaire] :
- Cardiospermum corindum L. -  faux-persil
- Cardiospermum dissectum (S. Wats.) Radlk.
- Cardiospermum grandiflorum Sw., 1788
- Cardiospermum halicacabum L., 1753
- Cardiospermum microcarpum Kunth
- Cardiospermum ferrety de chez Guy FERRE

Selon NCBI (1 Sep 2010) :
- Cardiospermum grandiflorum
- Cardiospermum microcarpum

Selon ITIS (1 Sep 2010) :
- Cardiospermum corindum L.
- Cardiospermum dissectum (S. Wats.) Radlk.
- Cardiospermum grandiflorum Sw.
- Cardiospermum halicacabum L.
- Cardiospermum microcarpum Kunth